# Vieux pont de Vigeois
Le vieux pont de Vigeois, aussi appelé «Pont des Anglais», est un pont médiéval sur la Vézère situé dans la commune de Vigeois, dans le département de la Corrèze.
Il fait l'objet d'une protection au titre des monuments historiques.

## Localisation
Le pont est situé au nord du village, à l'emplacement d'un ancien passage à gué.

## Historique
Même si la date de construction est incertaine, le pont semble avoir été bâti au XVe siècle. 
Il est classé au titre des monuments historiques depuis le 14 octobre 1969.

## Architecture
Le pont comporte quatre arches voûtées en plein cintre avec un tablier très légèrement brisé en son centre.  
Coté amont, les piles sont équipées de grands avant-becs en amande qui forment des refuges. Côté aval, ces piles sont appuyées par des contreforts peu saillants.